# Старовицький Костянтин Геннадійович
Костянтин Геннадійович Старовицький (позивний «Маестро»; 30 жовтня 1982, Херсон, Україна — 4 квітня 2023, Донецька область) — український, диригент, фаготист. Військовослужбовець, учасник російсько-української війни.

## Біографія
Костянтин Старовицький народився у Херсоні у 1982 році. Навчався у Херсонському музичному училищі. Грав на фаготі.
У 2011—2015 рр. здобув освіту у Національній музичній академії України ім. П. І. Чайковського, спеціальність оперно-симфонічне диригування (магістр), клас викладача — професора Кожухаря В.М. З 2015 по 2018 роки продовжив навчання в асистентурі-стажуванні, кл. проф. Кожухаря Володимира Марковича.

## Творчість
Як диригент Костянтин Старовицький співпрацював із найвідомішими оркестрами країни. 
У оперній студії Національної музичної академії України імені П. І. Чайковського диригував операми Дж. Верді «Травіата», С. Рахманінова «Алеко», С. Гулак- Артемовського «Запорожець за Дунаєм».
Працював диригентом в Державному академічному естрадно-симфонічному оркестрі та Київській опері. Як диригент-постановник, втілив оперу Г. Доніцетті «Ріта» (Київська опера, 2016, режисерка Лада Шиленко), що отримала чотири номінації на театральній премії Київська пектораль у 2017 р. Також як диригент-постановник здійснив постановку «Дон Паскуале» Г. Доніцетті (Оперна студія Національної музичної академії України ім. П. І. Чайковського, 2019, режисерка Олександра Шевельова), Дж. Пуччіні «Джанні Скіккі» (Оперна студія Національної музичної академії України ім. П. І. Чайковського, 2019, режисерка Олександра Зіберт), «Приборкання норовливої» (Національна музична академія України ім. П. І. Чайковського) та ін.
У 2018 році був головним диригентом фестивалю ОПЕРНИЙ ВІКЕНД на сцені Малої опери, у рамках якого диригував виставами Дж. К. Менотті «Медіум» (режисер Олександр Співаковський), В. А. Моцарта «Бастьєн і Бастьєнна» (режисер Дмитро Тодорюк), Г. Доніцетті «Ріта» (режисерка Лада Шиленко).
Брав участь у музичних фестивалях та конкурсах. У 2011 р. став лауреатом першої премії III-ого Всеукраїнського фестивалю диригентського мистецтва «Музична Таврія» у м. Херсон.
Займався перекладом оперних лібрето на українську мову, також був майстерним в оркестровці.

## Військова служба та загибель
З перших днів повномасштабного російського вторгнення Костянтин Старовицький став до захисту держави. 
З 24 лютого 2022 року по червень 2022 року проходив службу в роті охорони Броварського РТЦК та СП на посаді стрільця. Під час формування 61 окремого стрілецького батальйону в м. Бровари був переведений з роти охорони до 2 стрілецької роти 1 стрілецького взводу батальйону.
З червня 2022 року по жовтень 2022 року у складі 61ОСБ брав участь у охороні українсько-білоруського кордону. В жовтні 2022 року наказом командування був переміщений до 58 ОМБр, де проходив службу у інженерному підрозділі.
Він служив на Чернігівщині, Харківщині. Згодом його перевели на Донеччину. Загинув 4 квітня 2023-го під час російського обстрілу на Краматорському напрямку.

## Вшанування пам'яті
«Такі професіонали здобувають освіту близько 20 років, їх — одиниці, й вони незамінні. Багато зі своїх планів він просто не встиг реалізувати. Втілити його ідеї замість нього ми не можемо, бо тут важливі саме його бачення та відчуття музики», — музикознавиця Галина Дуб.